# El Sunyer de Valldeperes
El Sunyer de Valldeperes és una masia del poble de Valldeperes, antiga quadra del municipi de Navars (Bages) inclosa en l'Inventari del Patrimoni Arquitectònic de Catalunya. A tocar de la casa hi ha l'església de Santa Fe de Valldeperes.

## Descripció
Masia amb la façana orientada a migdia que respon bàsicament a l'estructura clàssica de masia de tres cossos, amb teulada a doble vessant i el carener perpendicular a la façana.

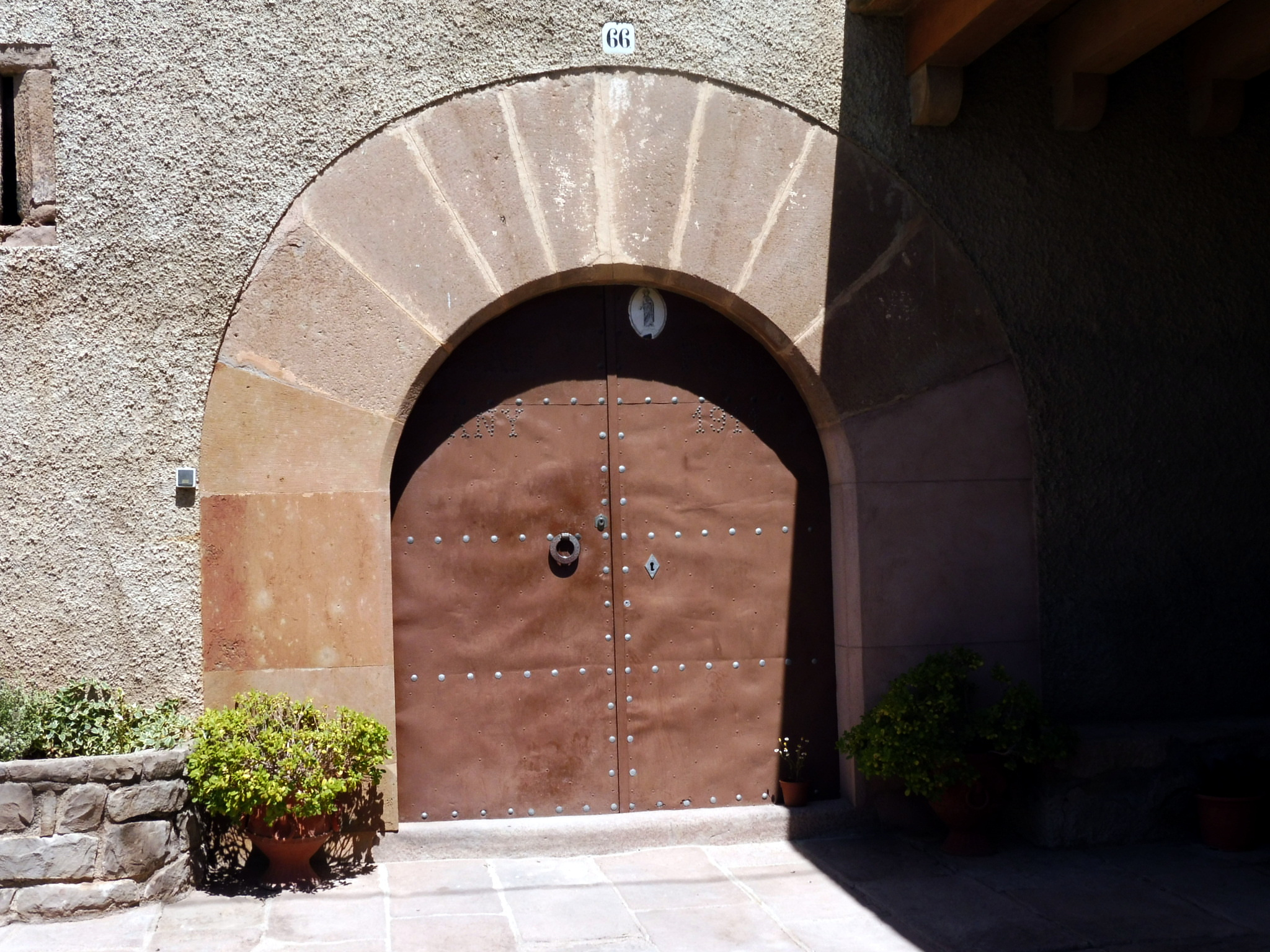
El portal

 Malgrat els afegits i les transformacions exteriors, a l'interior la masia del Sunyer de Valldeperes conserva intacte el cos i l'organització bàsica de la masia, així com la decoració originària, doncs s'ha habilitat una part d'aquest edifici com a habitatge i la resta s'ha conservat intacte. Són molt interessant les cambres amb les alcoves, l'excepcional Sala de Música i també la Gran Sala que separa les dues parts ben definides de la casa.

## Història
La Masia del Sunyer de Valldeperes conserva un arxiu familiar des del segle xvii. El topònim Valldeperes apareix ja l'any 977 i més sovint cap als s. XIII i XIV. La casa és bàsicament una construcció dels segles XVII-XVIII; fou a començaments del sesgle XX quan Joan Ponç començà les grans obres de reforma i remodelació que han continuat fins al 1970.
Prop de la masia s'ha trobat moneda cardonina, en concret una pellofa pertanyent a l'església de Santa Fe de Valldeperes.